# Ʇ
Cette page contient des caractères spéciaux ou non latins. S’ils s’affichent mal (▯, ?, etc.), consultez la page d’aide Unicode.
Ʇ (minuscule : ʇ), appelé T culbuté, est une lettre latine additionnelle qui était utilisée dans l’écriture de certaines langues siouanes, principalement par James Owen Dorsey au XIXe siècle. Sa forme minuscule a été utilisée dans l’alphabet phonétique international pour représenter le clic dental jusqu’en 1989 et a été remplacée par le symbole ‹ ǀ ›.
Il s’agit de la lettre T culbutée, c’est-à-dire tournée à 180 degrés.

## Utilisation
James Owen Dorsey utilisait le « ʇ » dans ses travaux publiés pour noter le phonème  [tː], une consonne tendue présente dans trois langues dhegiha, l'omaha-ponca, le quapaw et le kanza. Il s'emploie également pour l'osage mais de façon erronée car le [tː] n'existe pas dans cette langue où il a une préaspirée [ʰt] comme correspondant.

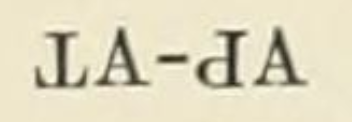
T culbuté dans Dorsey 1884.
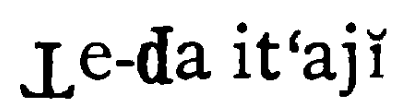
T culbuté dans Dorsey 1891.

Wilhelm Schmidt propose d’utilise le t culbuté ‹ ʇ › pour un clic alvéolaire dans l’alphabet phonétique de la revue Anthropos en 1907.
Dans l’alphabet phonétique international, la lettre t culbuté représente le clic dental dans l’Écriture phonétique de 1921, et officiellement à partir de 1928, mais est remplacée par la lettre clic dental ‹ ǀ › lors de la convention de Kiel de 1989.

## Représentations informatiques
Le T culbuté peut être représenté par les caractères Unicode (Alphabet phonétique internationl, latin étendu D) suivants : 
| formes    | représentations | chaînes de caractères | points de code | descriptions                      |
| --------- | --------------- | --------------------- | -------------- | --------------------------------- |
| capitale  | Ʇ               | Ʇ                     | U+A7B1         | lettre majuscule latine t culbuté |
| minuscule | ʇ               | ʇ                     | U+0287         | lettre minuscule latine t culbuté |